# Valută
| Rang  | Monedă              | Cod ISO 4217 cod (Simbol) | % Cota zilnică (aprilie 2019) |
| ----- | ------------------- | ------------------------- | ----------------------------- |
| 1     | Dolar american      | USD (US$)                 | 88,3%                         |
| 2     | Euro                | EUR (€)                   | 32,3%                         |
| 3     | Yenul Japonez       | JPY (¥)                   | 16,8%                         |
| 4     | Liră sterlină       | GBP (£)                   | 12,8%                         |
| 5     | Dolar australian    | AUD (A$)                  | 6,8%                          |
| 6     | Dolar canadian      | CAD (C$)                  | 5,0%                          |
| 7     | Franc elvețian      | CHF (CHF)                 | 5,0%                          |
| 8     | Yuan renminbi       | CNY (元)                  | 4,3%                          |
| 9     | Dolar din Hong Kong | HKD (HK$)                 | 3,5%                          |
| 10    | Dolar neozeelandez  | NZD (NZ$)                 | 2,1%                          |
| 11    | Coroană suedeză     | SEK (kr)                  | 2,0%                          |
| 12    | Won sud-coreean     | KRW (₩)                   | 2,0%                          |
| 13    | Dolar singaporez    | SGD (S$)                  | 1,8%                          |
| 14    | Coroană norvegiană  | NOK (kr)                  | 1,8%                          |
| 15    | Peso mexican        | MXN ($)                   | 1,7%                          |
| 16    | Rupie indiană       | INR (₹)                   | 1,7%                          |
| 17    | Rublă rusă          | RUB (₽)                   | 1,1%                          |
| 18    | Rand sud-african    | ZAR (R)                   | 1,1%                          |
| 19    | Liră turcească      | TRY (₺)                   | 1,1%                          |
| 20    | Real brazilian      | BRL (R$)                  | 1,1%                          |
| Other | Other               | Other                     | 7,7%                          |
| Total | Total               | Total                     | 200%                          |

Valută este un termen care se referă la:
- sistemul valutar al unei țări, care cuprinde bancnotele și monedele aflate în circulație și care au o valoare stabilită în sistemul financiar internațional.
- unitatea monetară a unui stat, cu precizarea metalului în care este definită.
- totalitatea mijloacelor de plată (monede, bancnote, cambii, cecuri etc.) exprimate în moneda altui stat, care pot fi folosite în decontările internaționale.

Valuta care este tranzacționată global și este considerată ca de încredere în îndeplinirea funcției de instrument de rezervă a valorii se mai numește și valută forte.
Valuta este moneda națională a unui stat deținută și folosită de o persoană străină în interiorul țării emitente sau în afara granițelor sale. De exemplu, EURO aflați în posesia unei firme din SUA reprezintă valută; tot astfel dolarii deținuți de o firmă din Franța reprezintă valuta pentru firma respectivă.

## Simboluri monetare

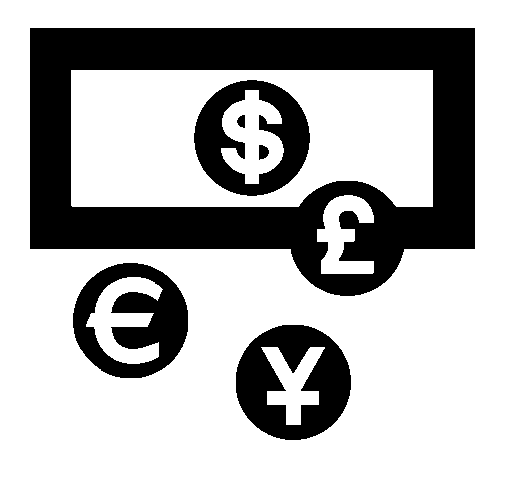
Logo simbolizând schimbul valutar.

Simbolurile monetare au devenit învechite prin norma ISO 4217 pentru uzul internațional, însă rămân folosite și chiar recomandate pentru uzul național.
Câteva simboluri:
- $ : dolar sau peso
- € : euro : monedă a țărilor membre ale Uniunii Economice și Monetare Europene, și monedă oficială a Uniunii Europene (pentru instituțiile sale).
  - ¢ : cent : o sutime de dolar (utilizare ocazională, uneori utilizat și pentru eurocent, sau a suta parte din diferite valute).
- ₣ : franc : fostă valută franceză (acest simbol nu a făcut niciodată obiectul unei recomandări sau a unei utilizări frecvente, însă rămâne utilizată uneori în țări  ale căror deviză este francul).
- £ : liră sterlină (pound) : valută a Regatului Unit.
- R: rand: Africa de Sud, Namibia, Lesotho, Eswatini
- руб : rublă : Rusia, Belarus, Transnistria
- ₽ : rublă rusă (simbol oficial de la 11 decembrie 2013)
- ₷ : spesmilo : monedă internațională propusă în 1907 de către locutorii limbii esperanto.
- ₩ : won : Republica Coreea
- ¥ : yen : Japonia
- Ұ : yuan : China (veritabilul simbol este ¥ ; însă pentru a nu fi confundat cu cel al yenului japonez, nu se folosește decât o singură bară).